# Felix Reifschneider

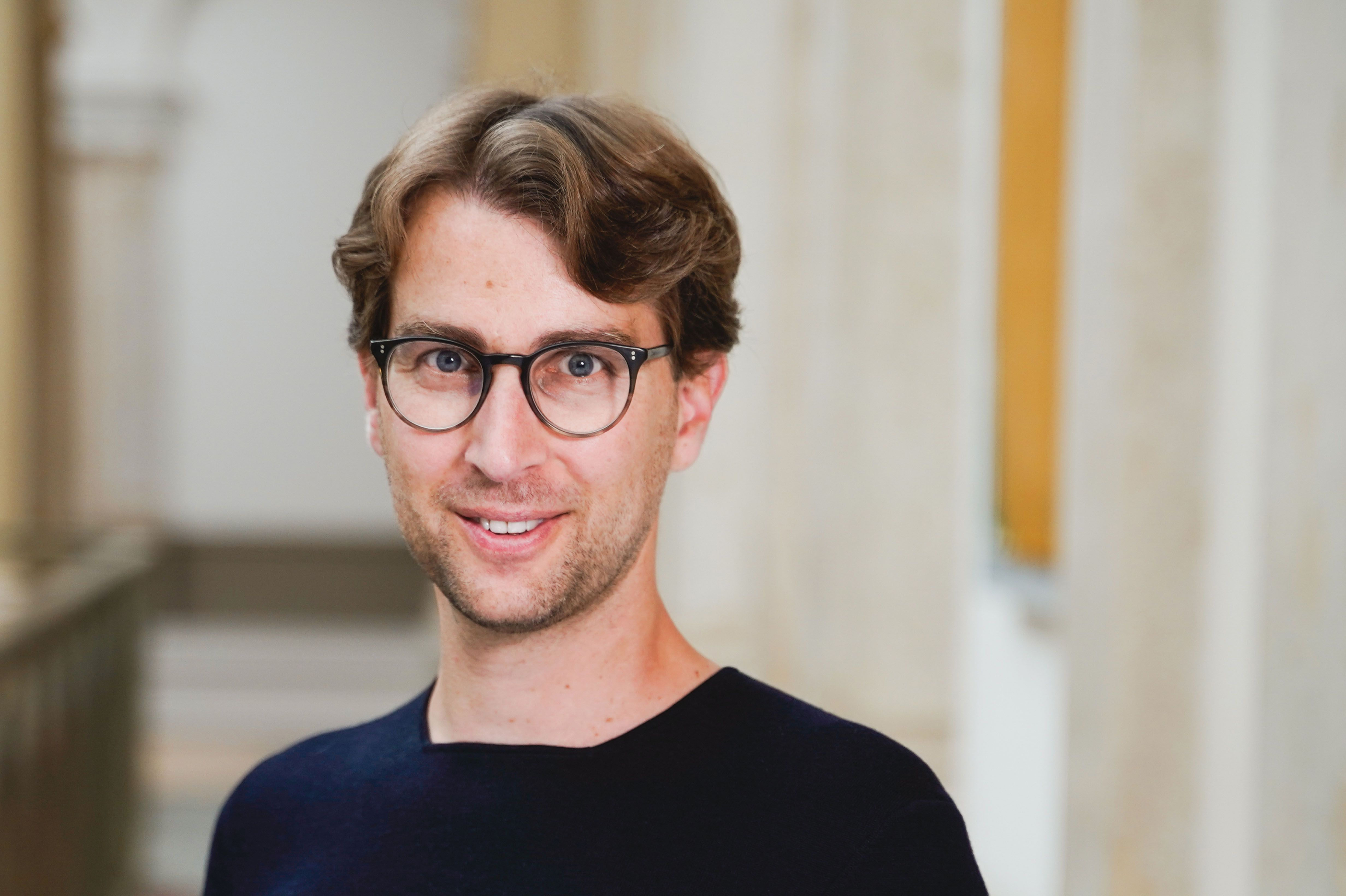
Felix Reifschneider (2021)

Felix Magnus Reifschneider (* 1978 in Frankfurt am Main) ist ein deutscher Politikwissenschaftler und Politiker (FDP). Von 2021 bis 2023 war er Mitglied im Abgeordnetenhaus von Berlin.
Reifschneider beendete den Schulbesuch 1998 mit dem Abitur. Er schloss ein Studium der Politikwissenschaft an den Universitäten Leipzig und Marburg 2004 mit dem Diplom ab. Er leitete das Abgeordnetenbüro des Bundestagsabgeordneten Hans-Joachim Otto und war Pressereferent der Frankfurter Industrie- und Handelskammer. Seit Januar 2012 war er im Bundesministerium für wirtschaftliche Zusammenarbeit und Entwicklung tätig. Reifschneider trat 2004 in die FDP ein. Bei der Abgeordnetenhauswahl 2021 erhielt er ein Mandat über die Bezirksliste Pankow seiner Partei. Nach dem Scheitern der FDP an der Fünfprozenthürde bei der Wiederholungswahl zum 19. Abgeordnetenhaus im Februar 2023 schied er aus dem Parlament aus. Er ist Vorsitzender des FDP-Ortsverbandes Prenzlauer Berg.